# Casimir III
|  | Per a altres significats, vegeu «Casimir III de Pomerània». |

Casimir III o Casimir el Gran —Kazimierz Wielki (polonès)— 1310 - 1370) fou rei de Polònia (1333-1370), era fill del rei Ladislau I el Breu i de Jadwiga de Gniezno i la Gran Polònia. Casimir és l'únic rei polonès dels dos que el reberen que ha mantingut el títol de "Gran" en la història polonesa (Boleslau I de Polònia també havia estat anomenat el Gran). Quan rebé la corona, els seus súbdits no reconeixien el seu títol anomenant-lo "rei de Cracòvia". Quan ell arribà, l'economia s'empitjorà per culpa de la guerra i el país s'anava despoblant. A la seva mort, deixava un país doblat en mida (principalment a través de l'addició de la Ucraïna d'avui, en aquell temps el Ducat d'Halicz), pròsper, ric i amb grans perspectives pel futur. Encara que se'l descriu com a rei pacífic als llibres infantils, de fet lluità victoriós en moltes guerres i estava a punt per començar-ne d'altres quan es va morir.
Entre 1340 i 1352 es van lliurar diverses guerres per la successió Galítsia-Volínia. Després que Bolesław Jerzy de Mazovia fos enverinat pels nobles rutens locals el 1340, tant Casimir III de Polònia i Gediminas, el gran duc de Lituània van reclamar el regne. Després d'un conflicte prolongat, Galítsia-Volínia es va dividir entre Polònia (Galítsia) i Lituània (Volínia) i en 1352 Casimir III el Gran obté Galítsia (amb Lviv, Hàlitx, Chełm, Lutsk i Belz), Podíl·lia i una part de Volínia, i la resta de Volínia, incloent Kiev, i Podlàquia esdevenen lituanes, i els governants lituans van assumir llavors el títol sobre Rutenia. Rutènia va deixar d'existir com a estat independent.
Nascut a Kowal, Casimir el Gran es casava primer amb Aldona de Lituània, la filla de Gediminas de Lituània. Després es casava amb Adelaida de Hessen, sent el començament de la seva carrera de marit bígam. Es divorciava d'Adelaida el 1356, es casava amb Cristina, es divorciava, i en quart lloc (quan com a mínim Adelaida i possiblement també Cristina encara eren vives) el 1365 es casava amb Jadwiga de Glogow i Sagan. Les seves filles foren Cunegunda (1357), que es casava amb Lluís VI el Romà, fill de Lluís IV de Baviera, i Elisabet, que es casava amb el Duc de Pomerània Bogislau V.
Les seves tres filles amb la seva quarta muller eren molt joves i de legitimitat dubtosa a causa de la bigàmia del seu pare. Per una desafortunada casualitat estadística, els 5 nens que engendrava amb la seva primera i quarta muller eren filles, i així era incapaç de produir un hereu mascle legítim al seu tron.
Quan Casimir, l'últim rei de la dinastia Piast de Polònia, moria el 1370, el seu nebot el rei Lluís I d'Hongria el succeïa convertint-se en rei de Polònia en la unió personal amb Hongria.